# مارينا فون نيومان ويتمان
مارينا فون نيومان ويتمان (بالإنجليزية: Marina von Neumann Whitman) (و. 1935 – م) هي عالمة اقتصاد من الولايات المتحدة الأمريكية . ولدت في مدينة نيويورك. تعلمت في جامعة كولومبيا، وجامعة هارفارد، وأدارت جامعة ميشيغان، وجامعة بيتسبرغ.